# 松井康成
松井 康成（まつい こうせい、1927年（昭和2年）5月20日 - 2003年（平成15年）4月11日）は、日本の陶芸家。国の重要無形文化財「練上手」保持者（人間国宝）。本名、美明。

## 経歴
長野県北佐久郡本牧村（現：佐久市）に生まれる。戦時中に茨城県笠間町（現：笠間市）に疎開する。
旧制神奈川県立平塚工業学校卒業後、笠間の奥田製陶所にて作陶技術を学ぶ。
明治大学文学部文学科在学中に前後し、木村武山の弟子・海老沢東丘に師事する。
大学卒業後は月崇寺の住職を継ぎ、1960年に境内に築窯。以降、古陶磁を幅広く研究し、作陶を続ける。1968年より田村耕一に師事し、練上手の技法向上に努めた。
1988年、紫綬褒章受賞。1990年より、日本工芸会常任理事に就く。1993年、 重要無形文化財「練上手」保持者に認定される。2000年、 勲四等旭日小綬章受章。
2003年、 笠間にて死去、従五位に叙せられた。
長男・松井康陽が陶芸家として練上手を継いだ。

## 賞歴
- 1969年（昭和44年） 第9回伝統工芸新作展奨励賞、第16回伝統工芸展初入選
- 1971年（昭和46年） 第18回日本伝統工芸展日本工芸会総裁賞
- 1973年（昭和48年） 第2回日本陶芸展で秩父宮賜杯賞・最優秀作品賞
- 1975年（昭和50年） 第22回日本工芸展NHK会長賞
- 1990年（平成02年） 日本陶磁協会賞金賞

## 代表作
- 練上嘯裂文大壺「風船」1981年 茨城県陶芸美術館蔵
- 三層象裂瓷壺「岳」1978年 茨城県陶芸美術館蔵
- 陶壁画「人間賛歌」 1998年 明治大学駿河台キャンパスリバティタワー1階[1]
- 練上玻璃光大壺 1999年 東京国立近代美術館蔵